# 彩鹮

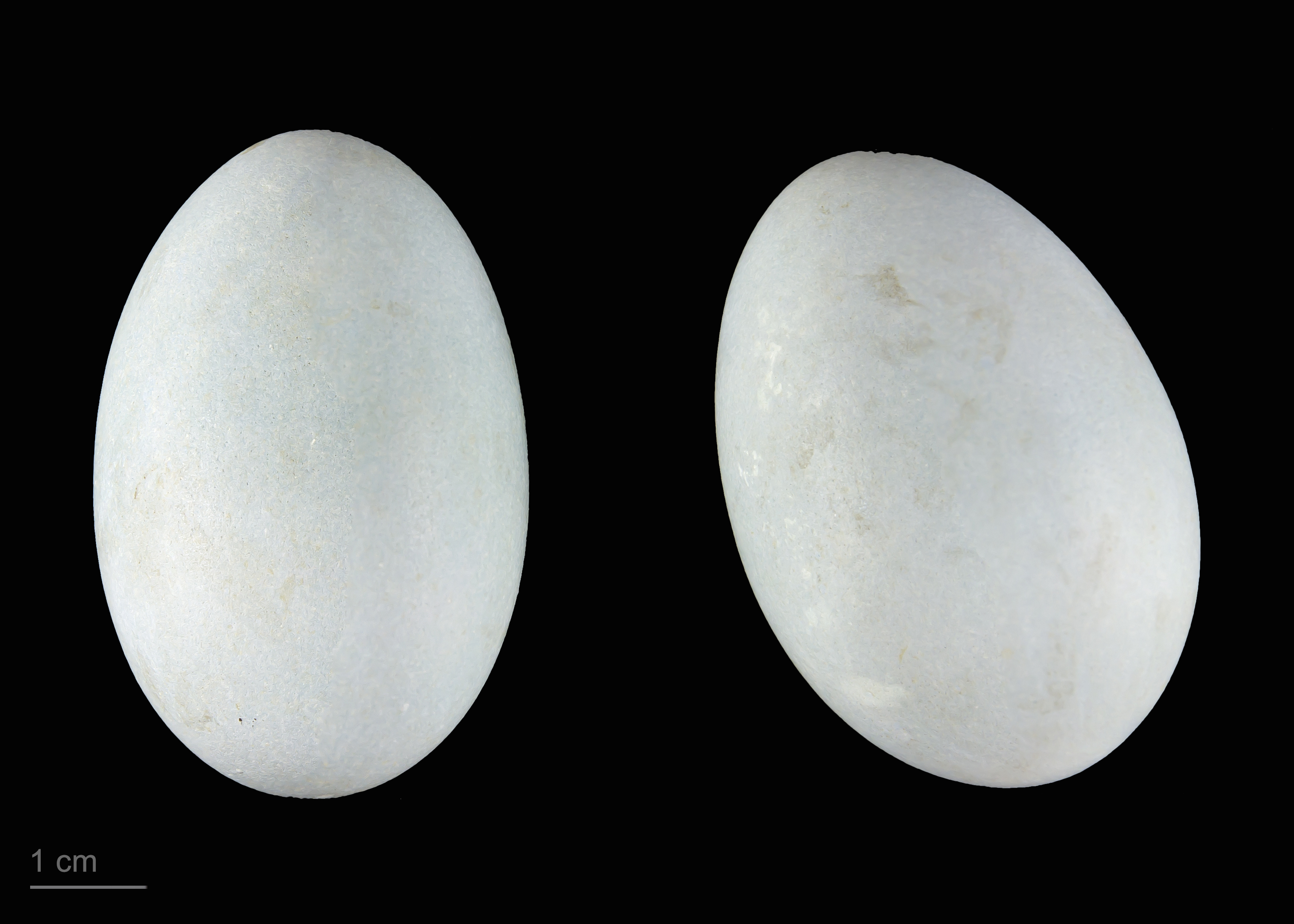
彩鹮的卵

彩鹮（学名：Plegadis falcinellus）为鹮科彩鹮属的鸟类。其學名源自古希臘語plegados及拉丁語falcis，意指「鐮刀」，這是指其喙的獨特形狀。

## 分佈
這是分佈最廣的伊比斯種類，在歐洲、亞洲、非洲、澳洲，以及美洲大西洋和加勒比地區的溫暖地區繁殖。 據信它起源於舊大陸，並在19世紀從非洲自然擴散到南美洲北部，之後擴散到北美洲。彩䴉首次在新大陸被記錄是在1817年（新澤西州）。奧杜邦在1832年僅在佛羅里達見過一次該物種。在1940年代，這種鳥類的分佈範圍大幅向北擴展，在1980年代向西擴展。 這個物種是遷徙性的；大多數歐洲的鳥在冬季會飛往非洲，而在北美洲，北卡羅來納以北的鳥在冬季會飛往更南的地區。 雖然通常被懷疑是印度的遷徙物種，但彩䴉在印度西部是留鳥。 其他群體的鳥類可能在繁殖季節之外廣泛散佈。它在歐洲的數量正在增加。 在西班牙本為常見繁殖鳥，但在20世紀早期消失，後在1993年又重新發現，並在幾個聚落迅速增加到數千對。 它也在法國迅速建立了快速增長的繁殖聚落，該國在2000年代之前幾乎沒有繁殖記錄。 在西北歐，越來越多的非繁殖訪客被觀察到，這個地區歷史上彩䴉的記錄非常罕見。 例如，在英國和愛爾蘭過冬的彩䴉，似乎有增長的趨勢，2010年至少有22次觀察到。 2014年，一對鳥在林肯郡嘗試繁殖，這是英國的第一次嘗試。 英國第一次成功繁殖是一對在劍橋郡繁殖，並在2022年孵化出一隻幼鳥。 現在一些個體大多在夏季停留在愛爾蘭，但目前沒有繁殖的證據。在新西蘭，每年都有少數個體到達，主要在7月；最近有一對在皇家琵鷺的聚落中繁殖。 彩䴉自1930年代以來一直是澳大利亞的繁殖物種。 在印度，它們現在是繁殖物種，現在可以在農業區、竹林森林區與其他群居繁殖的水鳥一起築巢。 長期研究還顯示，彩䴉在印度西部的農業濕地和被淹的農田中覓食。
在中国大陆分佈於上海、浙江、福建、广东等地，主要生活于栖息在湖沼间。2009年起，中国大陆大部分地区时常出现彩鹮的身影，其中包括新疆，云南，河北，内蒙古，浙江，四川等地。

## 行為
彩䴉在繁殖後會向外擴散，具有高度漫遊習性。較北的群體是完全遷徙的，並在廣闊的前線上遷徙，例如穿越撒哈拉沙漠。環繞黑海沿岸的彩䴉似乎更喜歡在薩赫爾和西非過冬，在裏海沿岸的則被發現遷徙到東非、阿拉伯半島，甚至遠至巴基斯坦和印度。 印度西部的彩䴉數量季節性變化顯著，冬季和夏季數量最多，在季風季節急劇減少，可能顯示它們做區域性移動以找到合適的繁殖地點。 溫帶地區的群體在當地春季繁殖，而熱帶地區的群體在雨季繁殖。繁殖時通常與各物種混居。當不繁殖時，遷徙期間、冬季或旱季，該物種通常以小群體覓食，並在夜間與其他物種一起群居在樹上過夜，這些樹可能距離濕地覓食區有一定距離。

## 棲地
彩䴉在非常淺的水中覓食，並在有高大且密集的挺水植被（如蘆葦、紙莎草（或燈心草））及低矮樹木或灌木的淡水或半鹹水濕地築巢。牠們偏好湖泊和河流邊緣的沼澤地，但也能在潟湖、洪泛平原、濕草地、沼澤、水庫、污水池、稻田和灌溉農田中找到。在使用印度西部的農田時，彩䴉顯示出季節性地依賴景觀的使用。在夏季，牠們偏好使用>200公頃的濕地區域，而在其他季節則使用中等數量的濕地（50-100公頃）區域，但不一定在濕地中覓食。 在沿海地區，如河口、三角洲、鹽沼和沿海潟湖中較少見。偏好的棲地通常是在遠離覓食區的大樹上。當沒有人的干擾時，牠們甚至會在城市中棲息，利用繁忙公路和其他道路旁的樹木。

## 繁殖
巢通常由樹枝和植被構成的平台，位置至少在距水面1米（3.3英尺）處，有時高達7米（23英尺），位於密集的挺水植被、低矮樹木或灌木中。3到4顆蛋（偶爾5顆）會被產下，由雄鳥和雌鳥共同孵化，時間為20至23天。幼鳥約7天後可以離巢，但父母會繼續餵養牠們6至7週。幼鳥大約在28天後會長羽。

## 飲食
彩䴉的飲食會根據季節變化，且非常依賴於可用的食物。獵物包括昆蟲成蟲和幼蟲，如水生甲蟲、蜻蜓、豆娘、蚱蜢、蟋蟀、蒼蠅和石蠅，環節動物包括水蛭、軟體動物（例如蝸牛和貽貝）、甲殼類（例如螃蟹和小龍蝦），偶爾也會捕食魚、兩棲動物、蜥蜴、小蛇和幼鳥。

## 描述
這個物種是中型的䴉。牠體長48—66 cm（19—26英寸），平均約59.4 cm（23.4英寸），翼展80—105 cm（31—41英寸）。 喙長度為9.7至14.4 cm（3.8至5.7英寸），每隻翅膀長度為24.8—30.6 cm（9.8—12.0英寸），尾巴長9—11.2 cm（3.5—4.4英寸），跗跖骨長度為6.8—11.3 cm（2.7—4.4英寸）。 這種䴉的體重範圍從17.041公克不等。 繁殖期成鳥有紅褐色的身體和閃亮的瓶綠色翅膀。非繁殖的成鳥和幼鳥身體顏色較暗淡。這種鳥的喙呈褐色，面部皮膚為暗色，上下邊緣有藍灰色（非繁殖期）至鈷藍色（繁殖期）的邊界，腿部為紅褐色。與鷺類不同，伊比斯飛行時頸部伸直，飛行姿態優雅，通常呈V形隊列飛行。牠們的羽毛也閃閃發亮。
這種相對安靜的伊比斯發出的聲音包括各種的低吼聲和咕嚕聲，包括在繁殖時發出的沙啞grrrr聲。

## 保育
彩䴉是適用於非洲-歐亞遷徙水鳥保護協定（AEWA）的物種之一。彩䴉可能因濕地棲地退化和因排水、海水倒灌、地下水抽取及外來植物入侵而造成的損失而受到威脅。
中国国家重点保护动物等级：一级

## 亚种
- 彩鹮指名亚种（学名：Plegadis falcinellus falcinellus）。分布于欧洲、亚洲、非洲，包括中国大陆的上海、浙江、福建、广东等地。[23]

## 圖庫

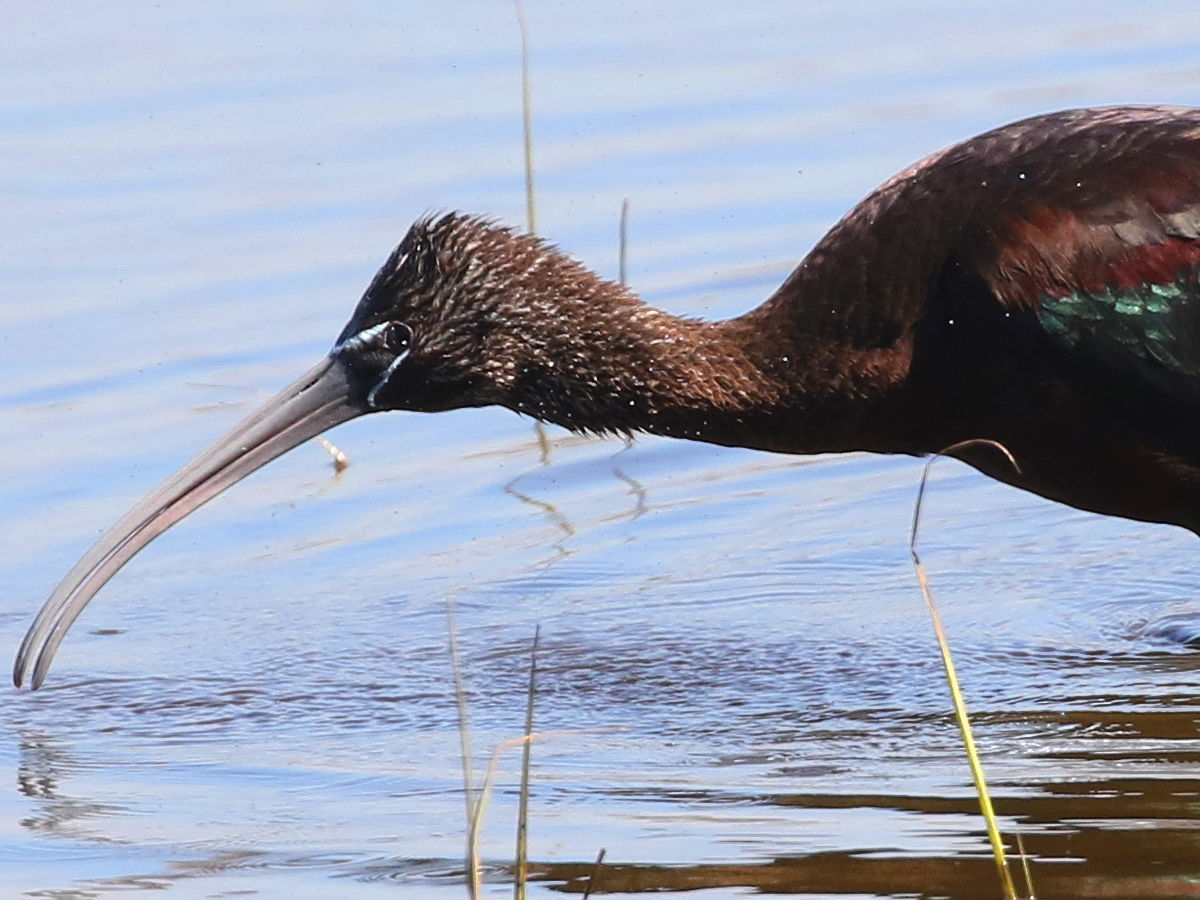
觅食。 巴塞罗那
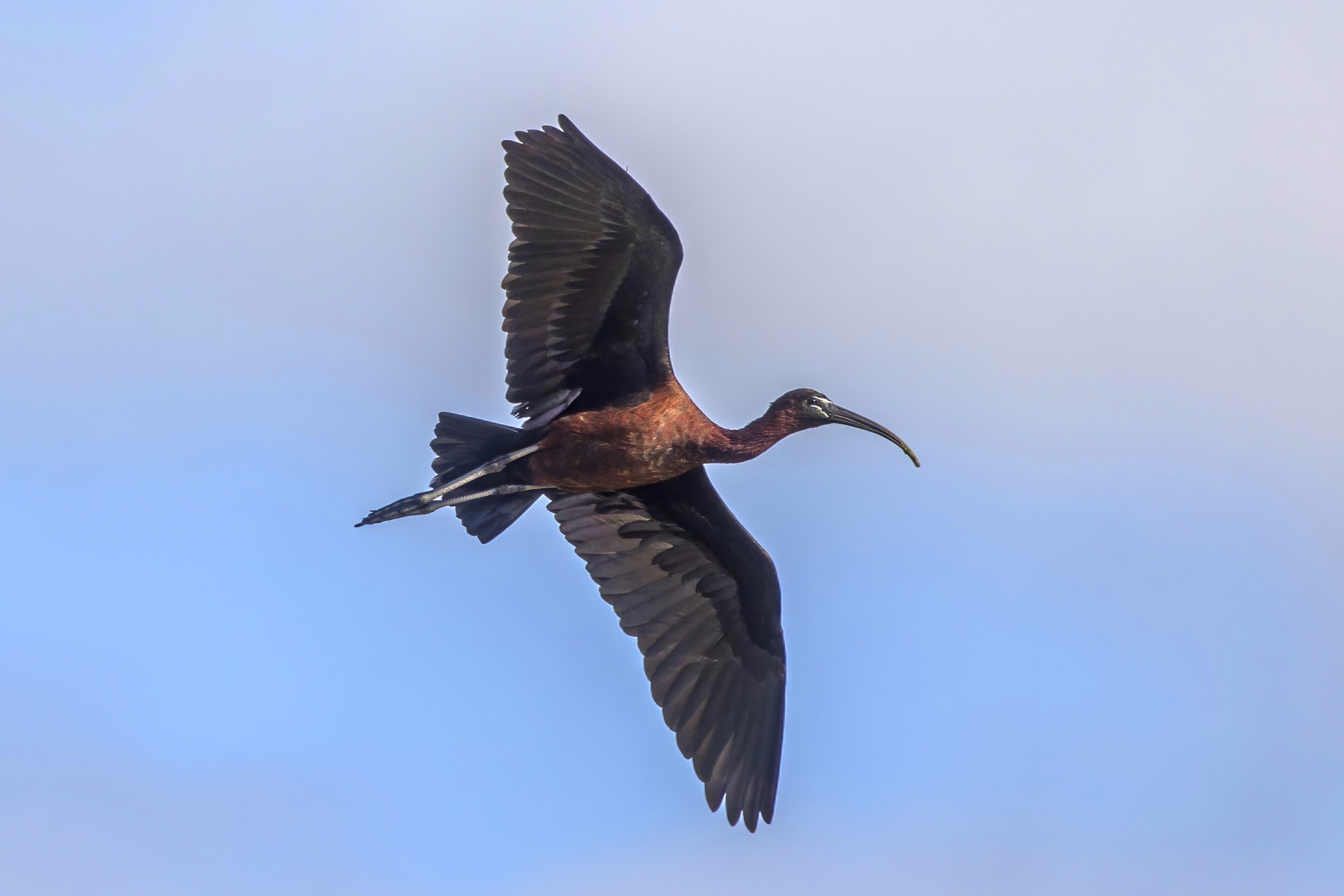
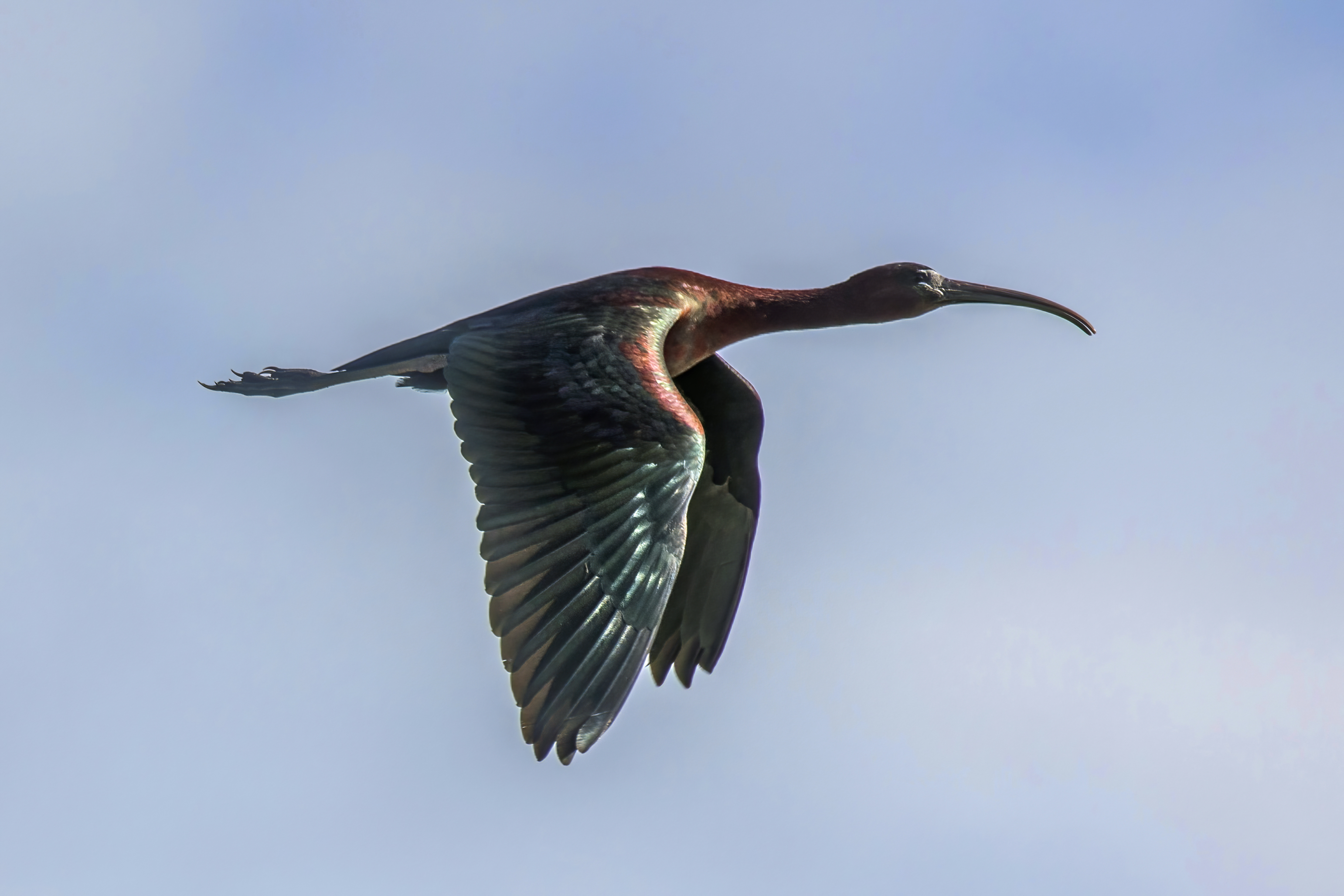
飛行中, 威爾瓦, 西班牙
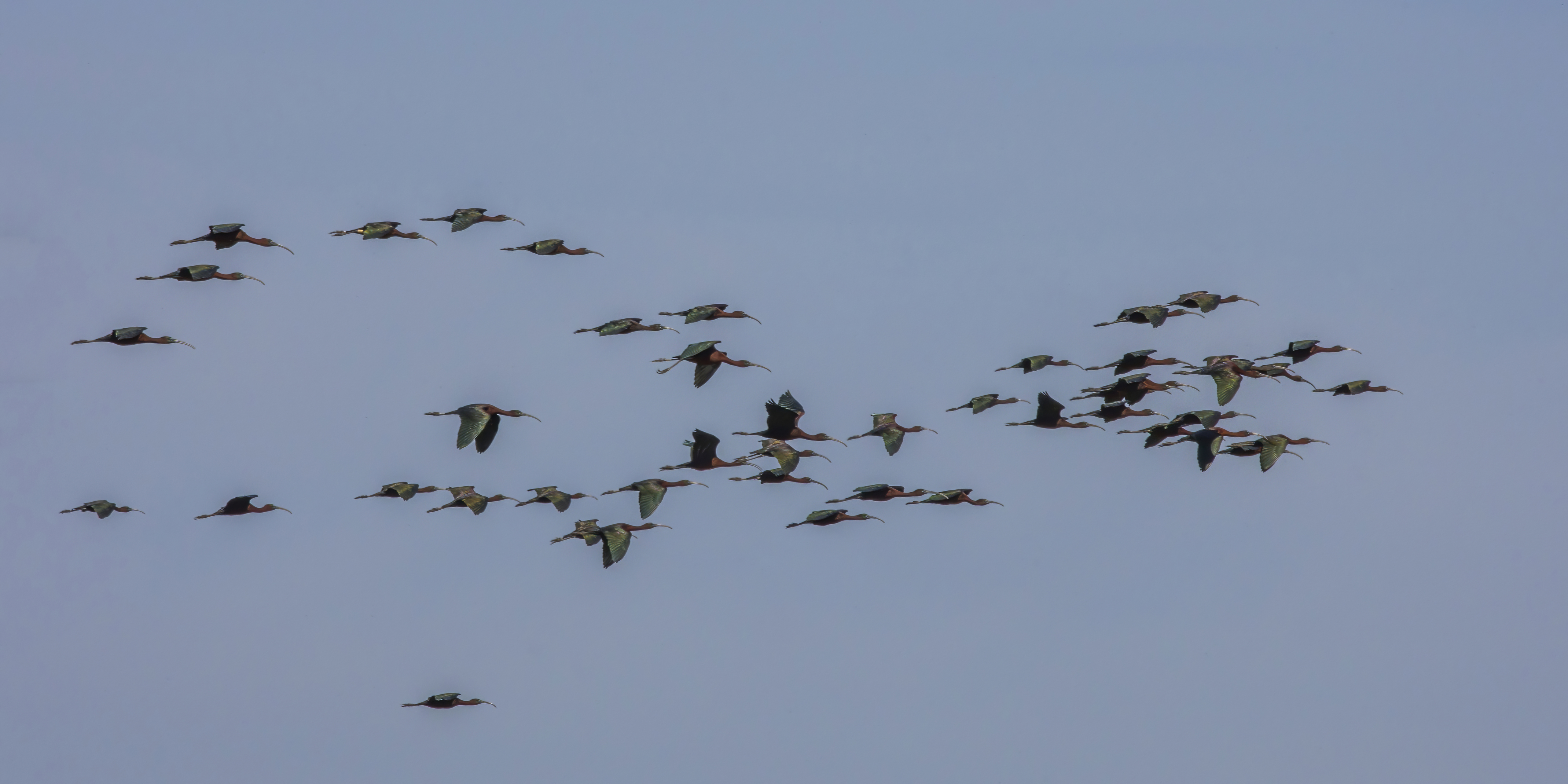
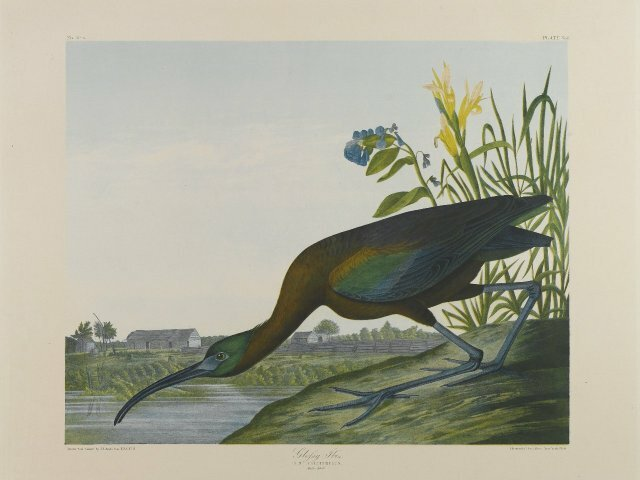
彩䴉, 約翰·詹姆斯·奧杜邦, 布魯克林博物館
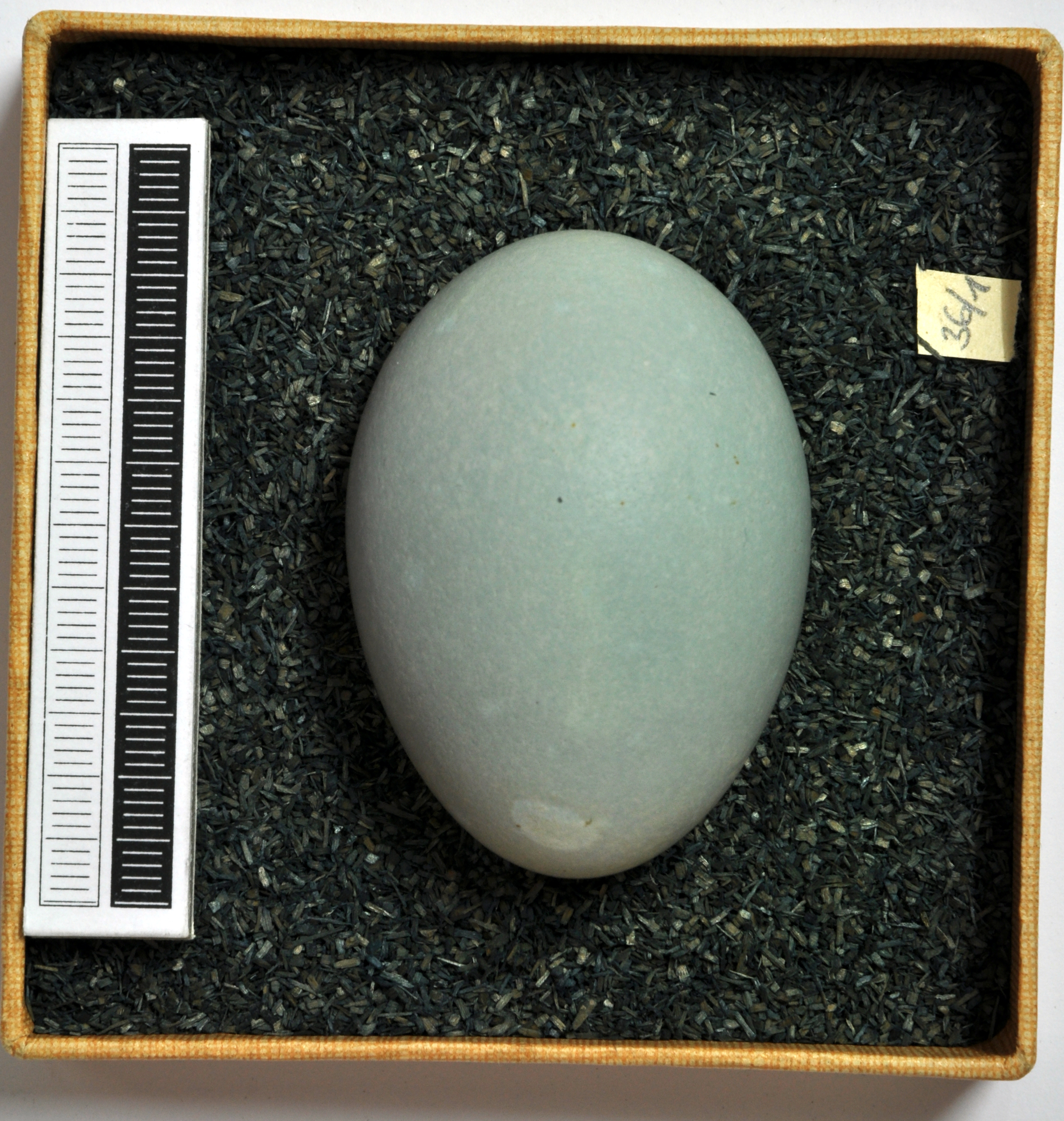
蛋, 收藏於威斯巴登博物館
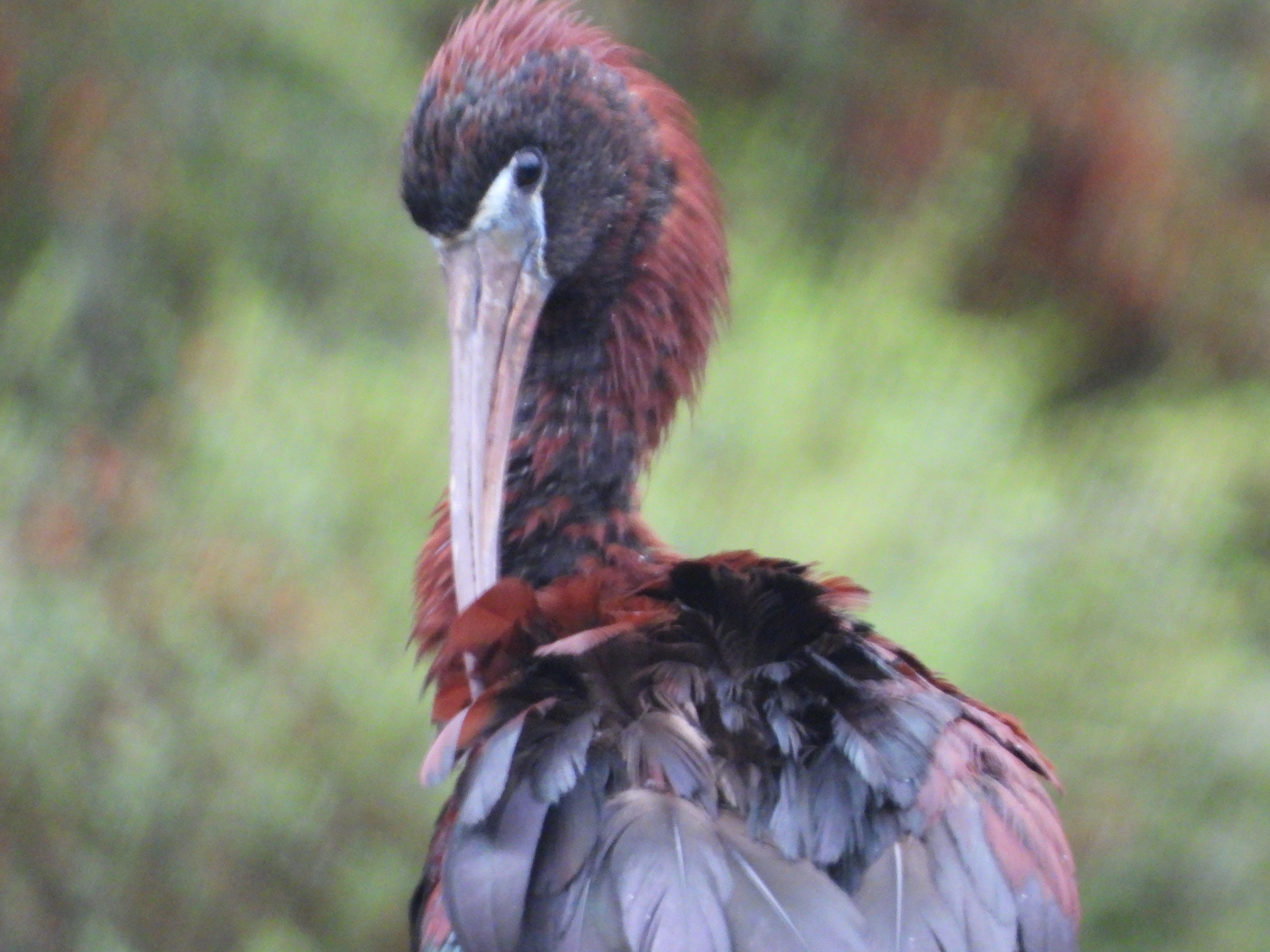
攝於澳洲維多利亞